# Dina Kamínskaia
Dina Issaàkovna Kamínskaia (rus: Ди́на Иса́аковна Ками́нская, 13 de gener de 1919, Iekaterinoslav - 7 de juliol de 2006 Falls Church, Virgínia) va ser un advocadessa i activista dels drets humans coneguda per la seva participació en els judicis dels dissidents soviètics.
L'escriptor Iuli Daniel va contractar Kamínskaia com el seu advocat quan, al desembre de 1965, va ser processat amb Andrei Siniavski, però l'estat es va negar a permetre que ella parlés al tribunal en nom seu. Ella va passar a defensar - tan com les autoritats soviètiques li deixarien en un sistema legal dissenyat com un instrument de poder soviètic - Vladímir Bukovski en 1967. També va defensar Iuri Galanskov (que moriria en un camp de treball soviètic), Anatoli Martxenko (que també moriria al camp), Larissa Bogoraz i Pàvel Litvínov i l'activista tàrtar de Crimea Mustafà Djemílev.
A Kamínskaia se li va impedir defensar Bukovski en el seu judici de 1971 i Serguei Kovalov en 1975. En 1977, després d'haver estat desposseïda de la seva llicència per exercir com a advocat, va ser exclosa de la defensa de Natan Xaranski. A causa del seu treball de defensa política, Kamínskaia es va veure obligada a exiliar-se als Estats Units el 1977.
El llibre de Kamínskaya Judici final: la meva vida com a advocadessa defensora. El 1984, el llibre fou publicat en rus sota el títol Notes d'un advocat.
La recent publicació d'Estrelles de l'advocaciaqualifica Dina Kamínskaia i Sófia Kal·listràtova com a estrelles de la professió legal a la Rússia soviètica.
Kamínskaia va estar casada amb Konstantín Simis i van tenir un sol fill, Dimitri Simes. Va morir a Falls Church, Virgínia.